# Kleiner Eichenbock

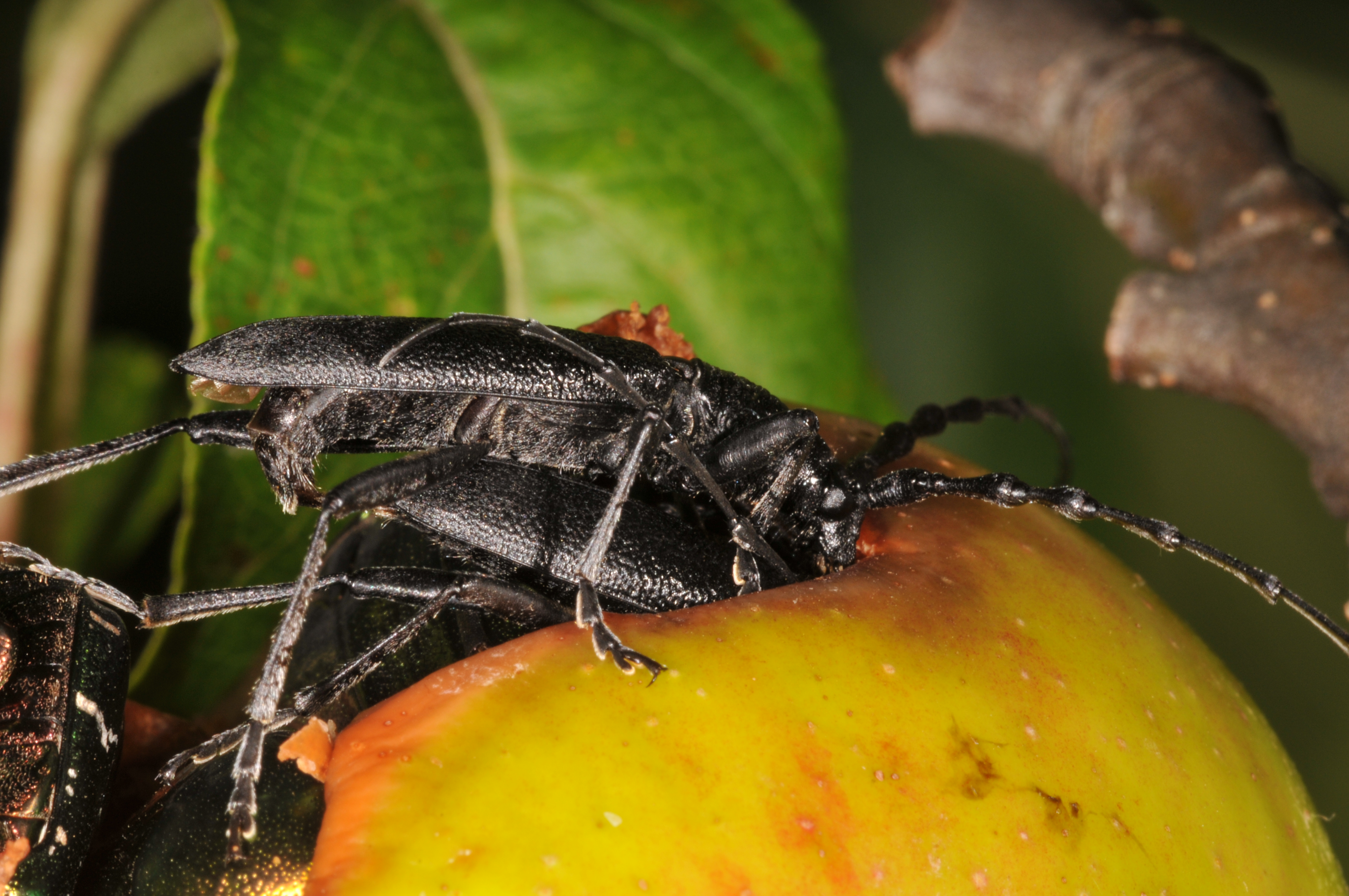
Paarung

Der Kleine Eichenbock (Cerambyx scopolii), auch Skopolis Bockkäfer, Buchenbock, Runzelbock oder Buchenspießbock genannt, ist eine Art aus der Familie der Bockkäfer.

## Beschreibung
Der Käfer ist einfarbig schwarz gefärbt mit einer sehr feinen grauen Behaarung. Er besitzt gerunzelte Flügeldecken und erreicht eine Länge von 17 bis 28 mm. Sein Halsschild und die Flügeldecken sind auffällig gekörnt. Die Fühler der Männchen sind deutlich länger als der Körper, die der Weibchen sind in etwa körperlang.

## Vorkommen
Sein Verbreitungsgebiet umfasst Europa, Nordafrika, Kleinasien und reicht bis zum Kaukasus. In Deutschland ist er die häufigste Art der Gattung Cerambyx und überall außer im äußersten Nordwesten zu finden.
Der Kleine Eichenbock ist mäßig wärmeliebend und tritt daher im Bergland seltener auf. Über 1.600 Metern ist er nicht zu finden. In Nordeuropa geht er nicht weiter als bis Südschweden. In Deutschland ist er in vielen Regionen immer noch häufig anzutreffen, zeigt aber mancherorts in den letzten 50 Jahren starke Rückgangstendenzen.

## Lebensweise
Man findet ihn meist im Juni und Juli auf blühenden Sträuchern, an sonnigen Waldrändern oder an Obstbäumen. Er bevorzugt vor allem Holunder, Hartriegel, Weißdorn, Doldenblütler und Rosen.
Die Larven sind polyphag und leben vor allem in armdicken Ästen von Laubbäumen. Sie entwickeln sich zunächst unter der Rinde von verschiedenen Laubbäumen (z. B. Eichen, Rotbuchen, Ulmen, Walnuss, Pflaumen und anderen Obstbäumen), später gehen sie ins Holz. Sie können eine Länge von 50 Millimetern erreichen. Die Entwicklung dauert zwei Jahre, bevor sie sich im Spätherbst in einer Kammer verpuppen. Der fertige Käfer schlüpft dann im Mai. Gelegentlich tritt er in Obstplantagen als Schädling auf.

## Ernährung
Die Larven ernähren sich vom Holz verschiedener Laubbäume, die Käfer von Pollen.

## Galerie

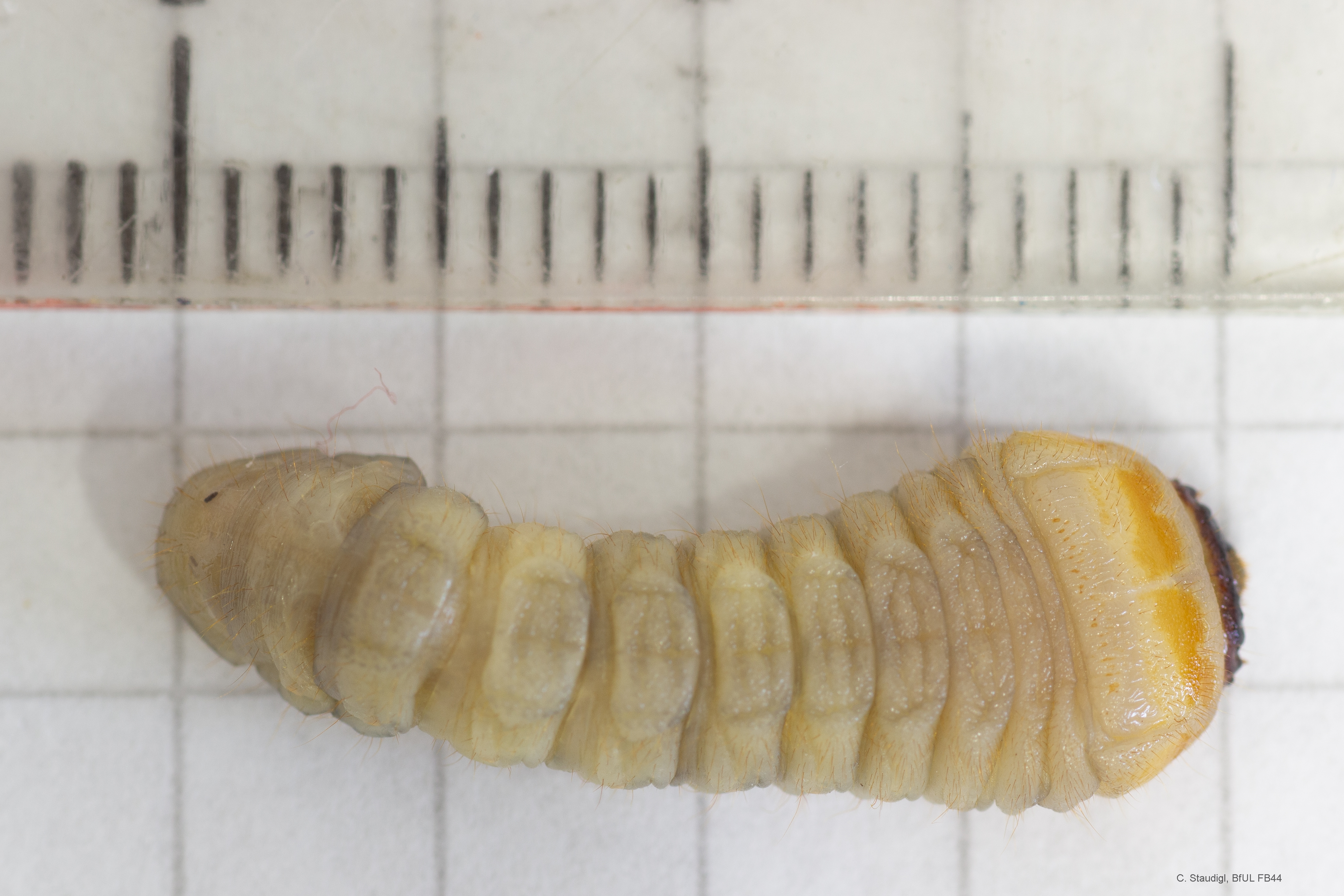
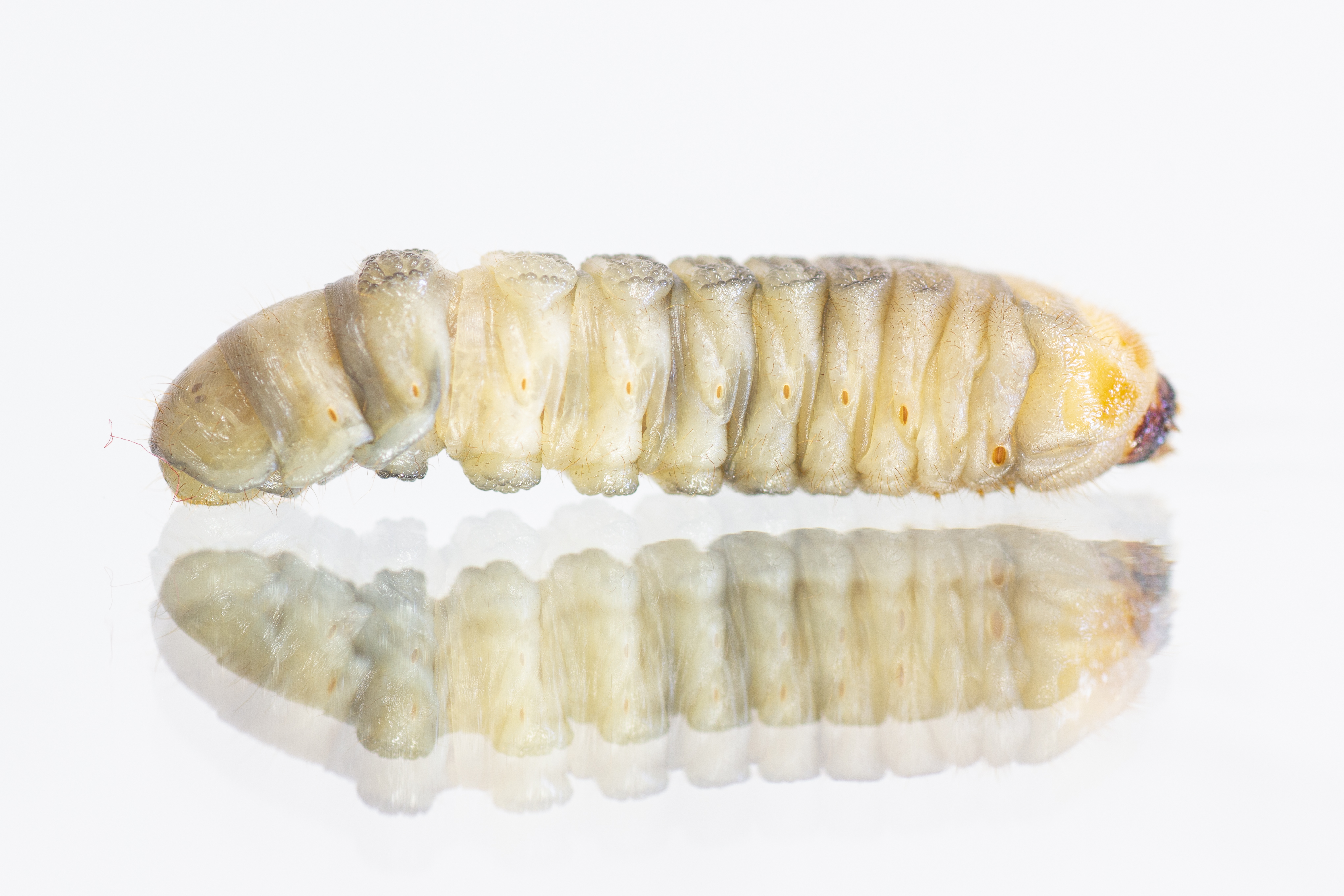
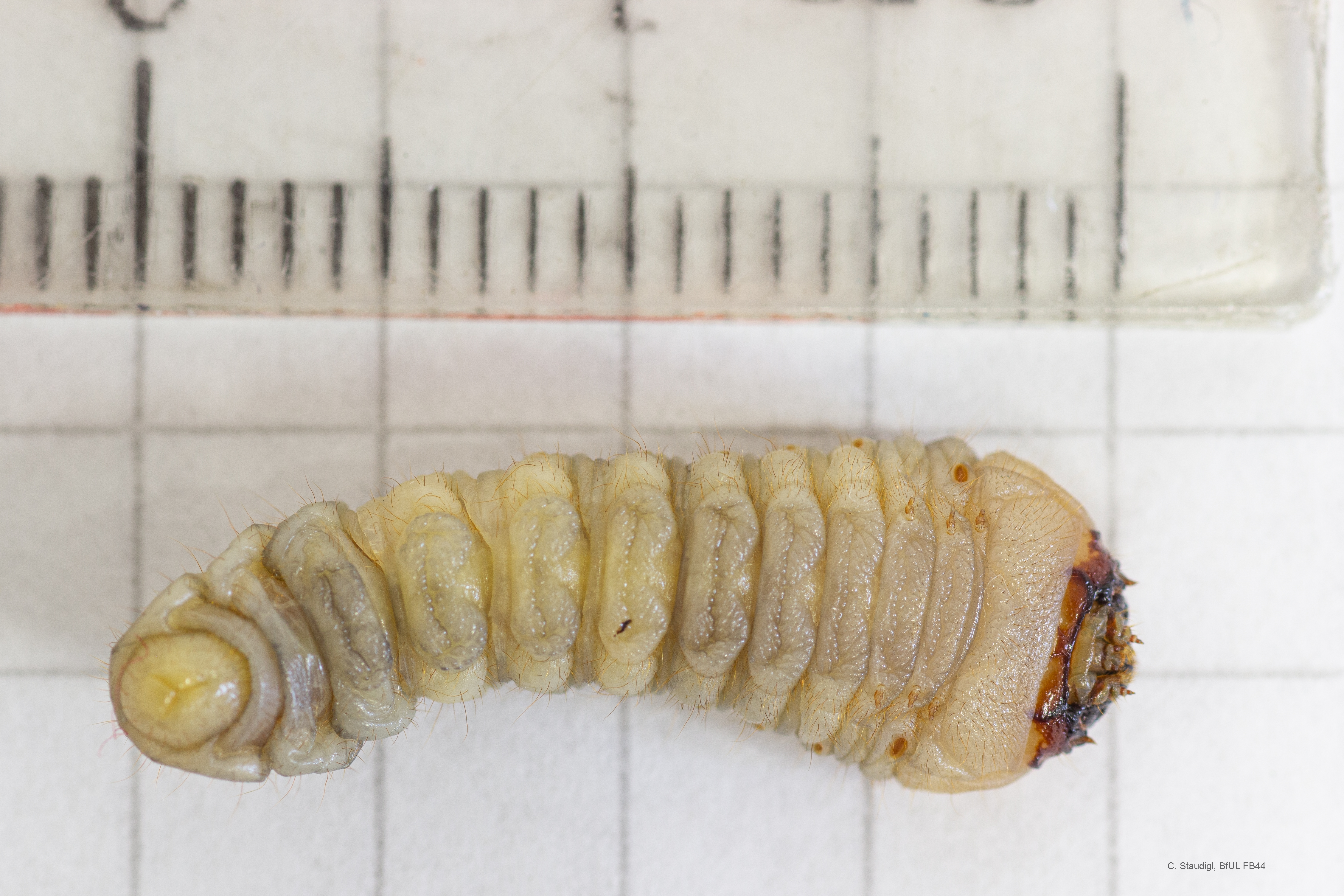
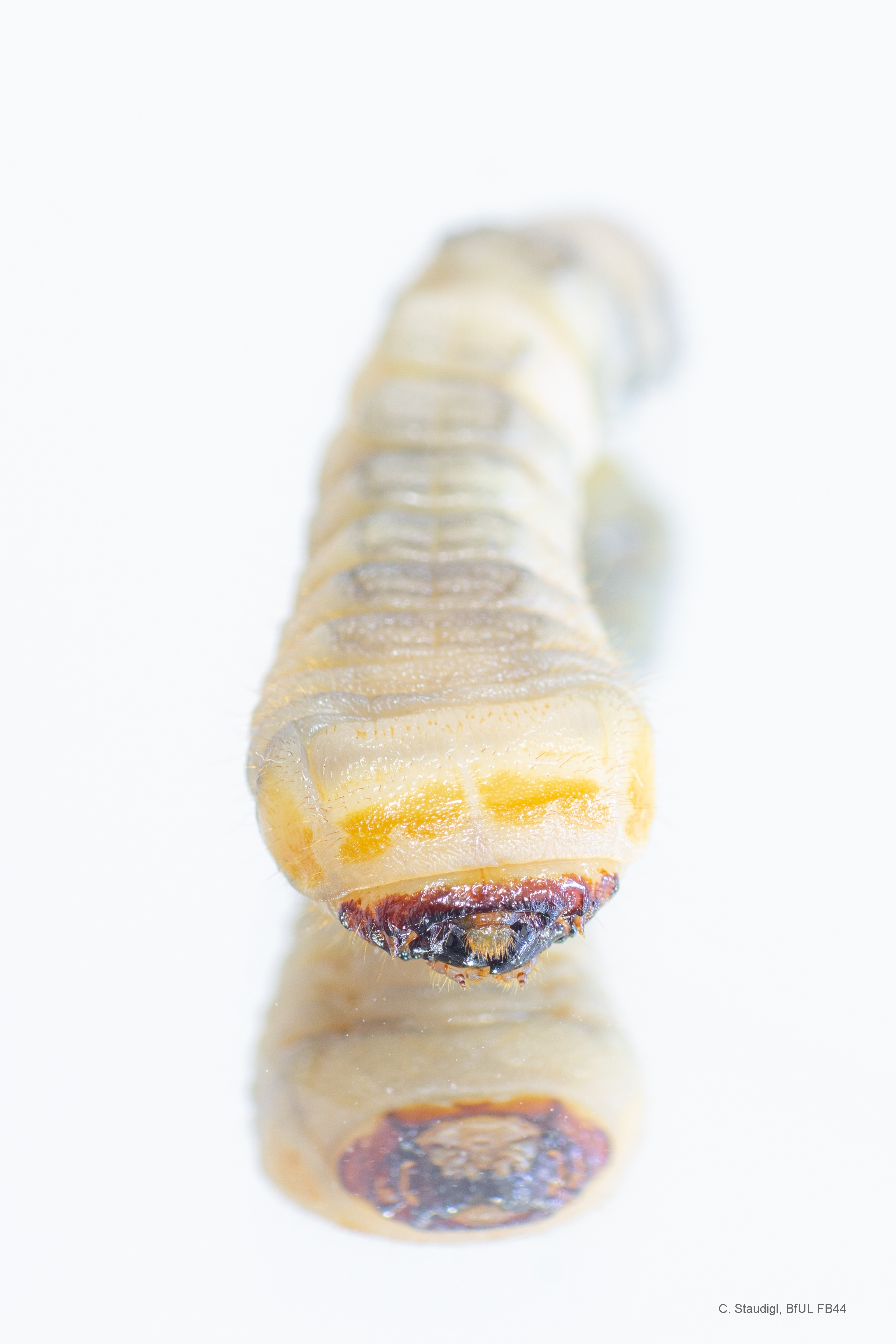
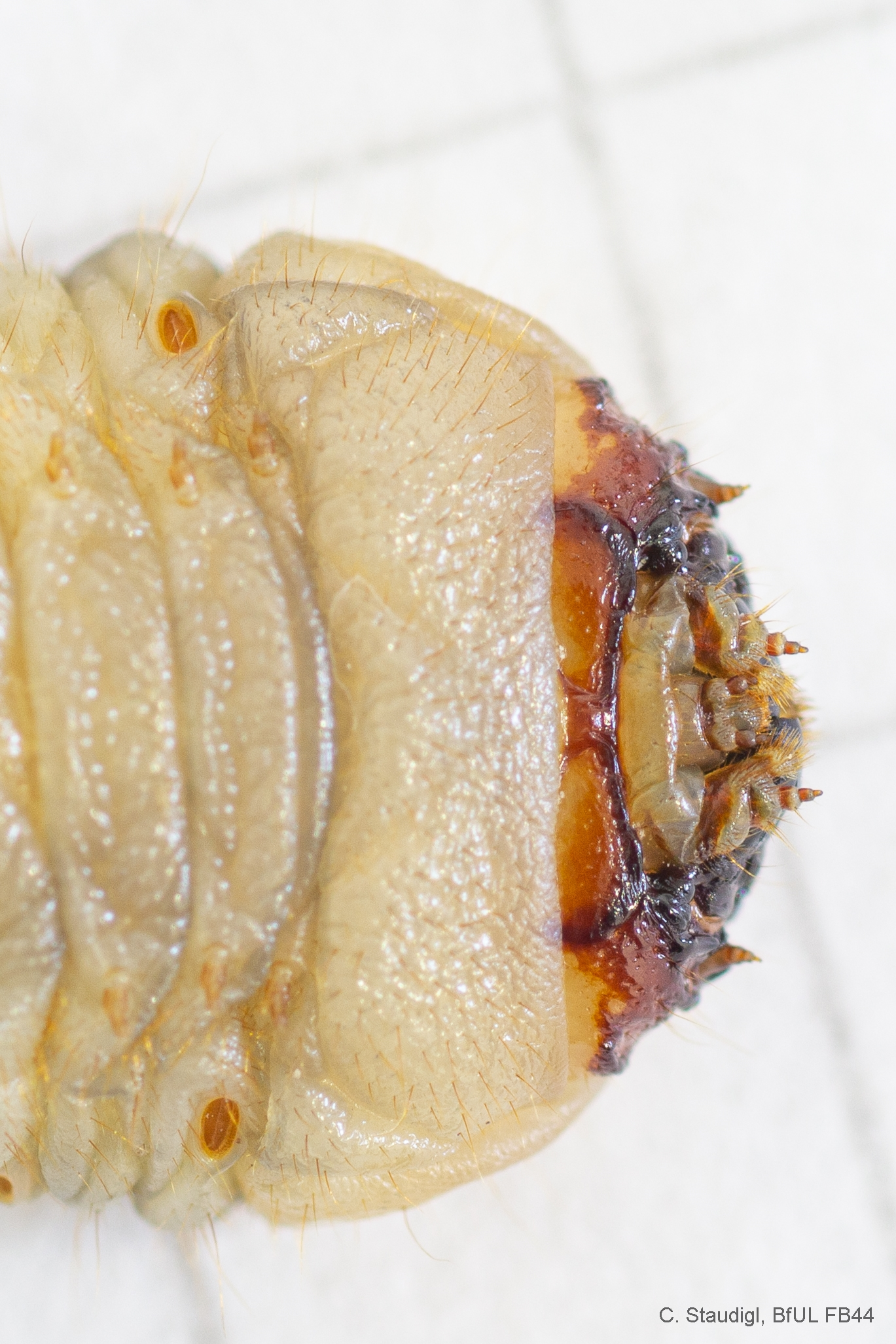